# تشارلز إتش. كير
تشارلز إتش. كير هو سياسي أمريكي، ولد في 1860، وتوفي في 1944. نشط حزبياً في Social Democratic Party of America ‏.